# Liste der Abgeordneten zum Krainer Landtag
Dies ist eine Liste von Listen der Abgeordneten zum Krainer Landtag.

## Liste
- Liste der Abgeordneten zum Krainer Landtag (I. Gesetzgebungsperiode)
- Liste der Abgeordneten zum Krainer Landtag (II. Gesetzgebungsperiode)
- Liste der Abgeordneten zum Krainer Landtag (III. Gesetzgebungsperiode)
- Liste der Abgeordneten zum Krainer Landtag (IV. Gesetzgebungsperiode)
- Liste der Abgeordneten zum Krainer Landtag (IX. Gesetzgebungsperiode)
- Liste der Abgeordneten zum Krainer Landtag (V. Gesetzgebungsperiode)
- Liste der Abgeordneten zum Krainer Landtag (VI. Gesetzgebungsperiode)
- Liste der Abgeordneten zum Krainer Landtag (VII. Gesetzgebungsperiode)
- Liste der Abgeordneten zum Krainer Landtag (VIII. Gesetzgebungsperiode)
- Liste der Abgeordneten zum Krainer Landtag (X. Gesetzgebungsperiode)